# Jindřich Špinar
Jindřich Špinar (*18. května 1963 v Kaplici) je český historik a knihovník.

## Život
Jindřich Špinar se narodil 18. května 1963 v jihočeském městečku Kaplice. Středoškolské studium získal na gymnasiu v Trhových Svinech a na Střední pedagogické škole v Prachaticích. Působil jako vychovatel. Absolvoval Filosofickou fakultu Masarykovy univerzity v Brně, obor historie-archivnictví. Od roku 1987 pracuje v Jihočeské vědecké knihovně v oddělení historických fondů, kde spravuje více než 40.000 svazků knižních fondů ze 14. až 19. století. Je členem Sekce Sdružení knihoven České republiky[nenalezeno v uvedeném zdroji] pro staré tisky, členem redakční rady Jihočeského sborníku historického, úzce spolupracuje při vydávání knih z dějin a současnosti Šumavy s Muzeem Fotoateliér Seidel v Českém Krumlově. Externě přednášel dějiny knihy na Jihočeské univerzitě. Jeho poznatky a práce jsou zveřejňovány na webu elektronické knihy Kohoutí kříž,[nenalezeno v uvedeném zdroji]v řadě hesel (například Winzenz Jungbauer), přednáší o dějinách Šumavy na fakultě Zdravotně sociální Jihočeské univerzity pro univerzitu třetího věku i pro širší veřejnost. Spolupodílí se na programu literárního festivalu Šumava Litera ve Vimperku.
Publikuje v oboru knihovědy a osobnosti a příroda Šumavy.[zdroj?]

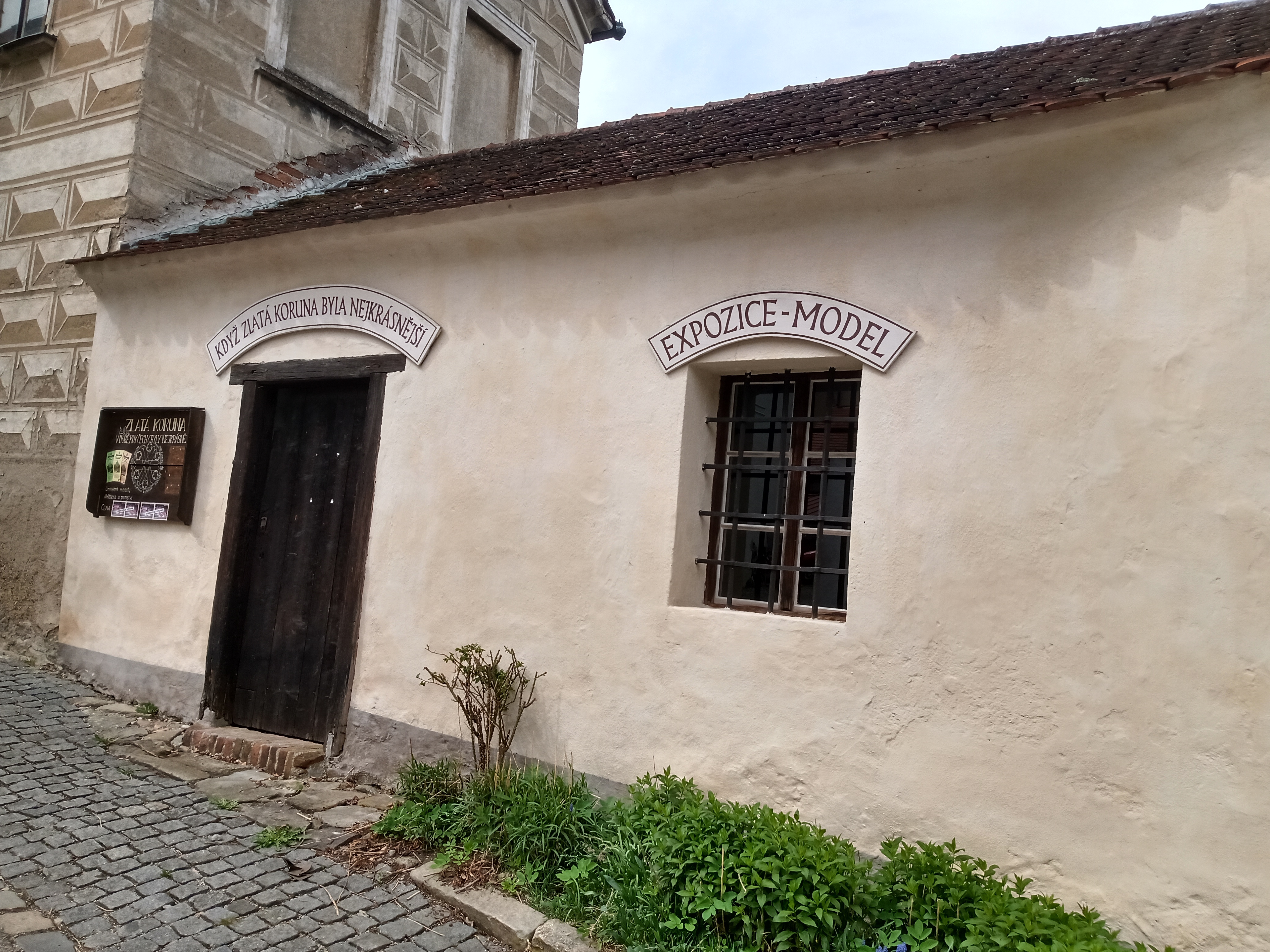
Domek s modelem ve Zlaté Koruně

Společně se svojí manželkou Ing. arch. Michaelou Špinarovou, svými dětmi a přáteli vytvořil v letech 2000 až 2002 pro návštěvníky Zlaté Koruny velký model areálu kláštera cisterciáků jak vypadal kolem roku 1785. Model v měřítku 1:200, (rozměry 450 x 250 cm) je umístěn za gotickou bránou v nižším domku vedle bývalé fary.
Pro město Borovany vytvořil s dalšími spolupracovníky v roce 2015 model historických Borovan z počátku 20. století. Model v měřítku 1:200 je umístěn v restaurovaném objektu borovanského kláštera a pomocí interaktivních stránek se návštěvníci mohou seznámit s historií jednotlivých domů.
Žije ve Zlaté Koruně, kde byl i několik let členem zastupitelstva obce. Má 4 děti.[zdroj?]

### Ocenění
2018 - Cena Johanna Steinbrenera 1. místo za knihu Šumava - krajina pod sněhem udělená v rámci festivalu Šumava Litera

## Dílo
- ŠPINAR, Jindřich. ŠTEFAN, Jan T. Jan Jiří Balzer: knižní ilustrace a grafika druhé poloviny 18. století : [katalog výstavy Zlatá Koruna červenec - září 1995. 1. vyd. Ostrava: MARQ, 1995. 28 s. ISBN 80-901751-5-5
- ŠPINAR, Jindřich. Státní vědecká knihovna České Budějovice: knihovna v bývalém klášteře Zlatá Koruna = Staatliche wissenschafliche Bibliothek in České Budějovice : Bibliothek in dem ehemaligen Kloster Zlatá Koruna = State scientific library in České Budějovice : library in the former monastery of Zlatá Koruna. Praha: Mezinárodní asociace bibliofilů, 1995. 29 s.
- ŠPINAR, Jindřich. Knihovna kláštera cisterciáků ve Zlaté Koruně: nástin vývoje klášterní knihovny a pokus o její rekonstrukci. České Budějovice: Státní vědecká knihovna, 1997. 97 s., [8] s. obr. příl.
- LIŠČÁKOVÁ, Daniela, ŠPINAR, Jindřich. Do vzácných knih má šanci poprvé nahlédnout veřejnost. In: Českobudějovické listy. 2002, 11(59), s. 10 : il..
- ŠPINAR, Jindřich. Ikonografie kláštera a obce Zlatá Koruna. In: Výběr. 2002, 39(2), s. 86-105 : il..
- ŠPINAR, Jindřich. Numismatické nebo mincemi a medailemi vyzdobené spisy Jihočeské vědecké knihovny v Českých Budějovicích, uložené v oddělení historických fondů ve Zlaté Koruně. In: Peníze v proměnách času V. Ostrava : MARQ, 2006, s. 119-130. ISBN 80-86840-27-1
- ŠPINAR, Jindřich. Biskupská knihovna českobudějovická. In: Jihočeský sborník historický. 2010, 79, s. 180-220. ISSN 0323-004X
- ŠPINAR, Jindřich. Jan Mareš, Kohoutí kříž. Šumavské ozvěny / ´s Hohnakreiz. Des Waldes Widerhall: Jihočeská vědecká knihovna v Českých Budějovicích 2001-2010. Elektronická kniha (zprac. Ivo Kareš) dostupná na http://www.kohoutikriz.org/. In: Jihočeský sborník historický. 2010, 79, s. 226-228. ISSN 0323-004X
- KOLDA, Vlastimil ŠPINAR, Jindřich. Tato kniha jest koupena z Budějc od knihaře: knihaři a knihařství v Českých Budějovicích od 14. století po současnost. České Budějovice: Historicko-vlastivědný spolek v Českých Budějovicích pro Státní okresní archiv České Budějovice, 2011. 95 s. ISBN 978-80-260-3194-9
- Knížka rožmberská: výběr z německy píšících autorů od 13. do počátku 20. století = Rosenberger Büchlein : eine Auswahl deutschsprachiger Schriftsteller vom 13. bis zum beginenden 20. Jahrhundert. Překlad Jan MAREŠ, překlad Eliška BOKOVÁ.Úvod Jindřich ŠPINAR. Vyd. 1. V Českých Budějovicích: Jihočeská vědecká knihovna, 2011. 104, 111 s, [8] s. obr. příl.
- ŠPINAR, Jindřich, ed. Dějiny Zlaté Koruny: Zlatá Koruna, Plešovice a Rájov v proměnách staletí. Vyd. 1. České Budějovice: Obec Zlatá Koruna, 2013. 539 s. ISBN 978-80-87082-30-0
- Kolektiv autorů. Poklady ze sbírek Jihočeské vědecké knihovny v Českých Budějovicích. V Českých Budějovicích: Jihočeská vědecká knihovna, 2015. 93 stran. ISBN 978-80-86964-11-9
- MRÁZKOVÁ, Zdena, HUDIČÁK, Petr, ŠPINAR, Jindřich. Lipno: krajina pod hladinou. Druhé doplněné vydání. Český Krumlov: Českokrumlovský rozvojový fond, spol. s r.o., 2016. 239 stran. Seidelova Šumava. ISBN 978-80-905916-6-0
- MRÁZKOVÁ, Zdena, HUDIČÁK, Petr, ŠPINAR, Jindřich. Šumava: krajina pod sněhem. První vydání. Český Krumlov: Českokrumlovský rozvojový fond, spol. s r. o., 2017. 257 stran. Seidelova Šumava. ISBN 978-80-905916-7-7
- HLUŠTÍKOVÁ, Magdalena. ŠPINAR, Jindřich. Borovany: tehdy a dnes. Vydání první. Borovany: Město Borovany, 2018. 119 stran. ISBN 978-80-87082-39-3
- HUDIČÁK, Petr, MRÁZKOVÁ, Zdena ŠPINAR, Jindřich. Krumlov - město pod věží. Druhé doplněné vydání. Český Krumlov:: Českokrumlovský rozvojový fond, spol. s.r.o., 2018. 285 stran. Seidelova Šumava. ISBN 978-80-906801-0-4
- ŠPINAR, Jindřich. Zlatá Koruna: průvodce. Ilustrace Michaela ŠPINAROVÁ. Zlatá Koruna: Obec Zlatá Koruna, 2018. 18 nečíslovaných stran.
- SAILER, Johann a ŠPINAR, Jindřich, ed. Každý den přichází z rukou božích: výběr z deníků Johanna Sailera. Překlad Helmut WAGNER, překlad Jan MAREŠ. 1. české vydání. V Českých Budějovicích: Jihočeská vědecká knihovna, 2019. ISBN 978-80-86964-14-0
- ŠPINAR, Jindřich. Boleticko: krajina zapomenuté Šumavy. Druhé doplněné vydání. Český Krumlov: Českokrumlovský rozvojový fond, 2021. 286 stran. Seidelova Šumava. ISBN 978-80-906801-2-8
- GALLIST, Thomas, ŠPINAR, Jindřich, WAGNER, Helmut. Českokrumlovsko na počátku 20. století. České Budějovice :1. vyd. Zdravotně sociální fakulta Jihočeské univerzity v Českých Budějovicích. 2024. 230 s. ISBN 978-80-7694-038-3